# 栗山町サッカー誘致活動
栗山町サッカー誘致活動（くりやまちょうサッカーゆうちかつどう）は、北海道夕張郡栗山町で起こったサッカーによる地域おこし活動。1994年（平成6年）から2002年（平成14年）までの間、官民一体となってプロサッカークラブや海外ナショナルチームに対して誘致を行った。栗山町はそれまでサッカーの土壌や文化も無縁の地域であったが、栗山青年会議所が火付け役となり、「まちぐるみのサッカーのまちおこし」に取り組んだ。

## サンフレッチェ広島合宿誘致活動（1994年～1995年）

### 発端
誘致の発端は、1994年（平成6年）、栗山青年会議所の理事長・天野一彦が創立25周年の記念事業として、Jリーグチームを招いて「少年サッカー教室を開催できないものか」と考えたことから始まる。
サンフレッチェ広島の大手スポンサーである住建産業（現・ウッドワン）の子会社、北海道住建が1985年（昭和60年）から栗山町に進出しており、発起人の天野は縁を頼りに、1994年（平成6年）4月25日・26日に北海道住建の幹部と栗山町教育委員会教育長とともに、広島県広島市にあるサンフレッチェ広島本社を訪れ、同高田豊治育成部長に要請した。

### 合宿誘致実行委員会設立～合宿実施まで
高田から「サッカー教室については快諾、施設さえあれば強化合宿も可能としたい」との話になった。しかし、合宿に提示されたのは、「①コート2面の総芝生張グラウンド、②プロ用筋肉トレーニングマシンの充実、③1人1部屋とれるホテル」と、ハードルが高い条件だった。
栗山に帰った天野らは5月18日に「サンフレッチェ広島・栗山合宿誘致実行委員会」の設立した。委員長に栗の里研究会所属の吉田勝洸とし、7月開催が決定している同サテライトチームによる少年サッカー教室を主催するとしたほか、翌年夏の栗山合宿実現に向けた計画を発表した。
5月27日に高田らサンフレッチェ広島のスタッフが、当初の予定を早め、翌年の夏合宿の下見のため栗山町に来訪。

7月8日にサテライトチームを招き、少年サッカー教室を開催。同月17日には隣町の夕張市に合宿をしているガンバ大阪とのエキシビション・マッチを開催した。実行委員会は、選手送迎、宿泊、歓迎式などの費用に100万円以上かかるとし、栗山町役場内に募金箱を設置し町民に寄付を呼びかけた。

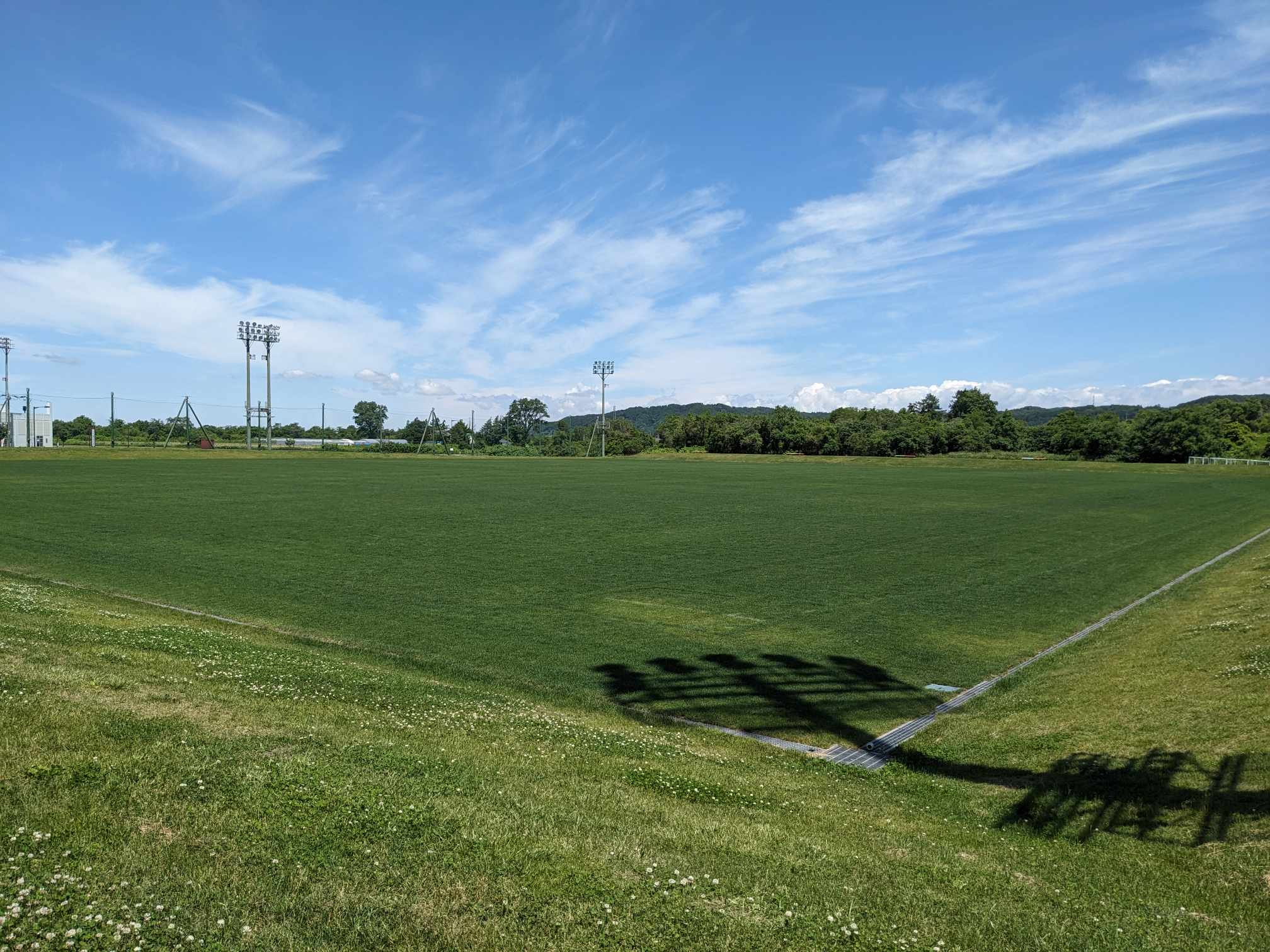
ふじスポーツ広場・サッカーコート

栗山町役場も、合宿の決定に合わせて富士地区に全面芝生でサッカーコートが2面取れる「ふじスポーツ広場」を造成を決定。総工費は2億1,845万4,000円。翌年度も4,120万円をかけて、管理棟やトイレなどの整備を進めた。
12月14日、実行委員会は3度目となる誘致要請のため、サンフレッチェ広島本社を訪問。同月20日に高田から天野へ「ビム・ヤンセン新監督も了承したので栗山での合宿が内定した」という電話があり合宿が内定した。
1995年（平成7年）1月、同チームのトレーナーが栗山町を訪れ、宿泊施設と筋肉トレーニング施設などの最終調査を行った。
5月には、サンフレッチェ広島に続き、日本女子サッカーリーグの読売ベレーザ（現・日テレ・東京ヴェルディベレーザ）も、栗山町で強化合宿をすることが決まった。北海道サッカー協会からの要請があり、実行委員会が中心になって合宿を受け入れた。
7月に、天然芝サッカーコートに2面と夜間照明6基を有する、面積4万429㎡のふじスポーツ広場が完成。

### 合宿実績

#### サンフレッチェ広島（8月1日～10日）
サテライトチーム、ユースの選手らを中心に40数人。トップ選手の大半は、国際大会フル、U-23、U-20の各日本代表チームのメンバーとして合宿を行っているため、数人しか参加できなかった。
1日午後から、ふじスポーツ広場で練習をスタート。5日に千歳市で合宿中のベルマーレ平塚（現・湘南ベルマーレ）と、7日には札幌大学サッカー部、9日には北海道電力サッカー部（現・ノルブリッツ北海道FC）とそれぞれ練習試合を行った。また、6日には少年サッカー教室が開催された。なお、サンフレッチェ広島と横浜マリノス（現・横浜F・マリノス）とのエキシビション・マッチを6日に予定していたが、横浜マリノスの都合もあり中止となった。
1996年（平成8年）も7月29日から8月3日にかけて栗山町で合宿を開催。今回は監督のヤンセンをはじめ、主力選手やスタッフ合わせて30人が滞在し、8月2日にジャパンフットボールリーグ（JFL）所属のコンサドーレ札幌（現北海道コンサドーレ札幌）と練習試合を行った。
なお、現在サッカー日本代表監督を務める森保一は、選手として合宿に参加していた。

#### 読売ベレーザ（8月10日～16日）
監督の竹本一彦をはじめ、コーチ、マネージャーら総勢28人、スタープレーヤーの大半が参加。11日の札幌ウインズFC、12日に北海道栗山高等学校サッカー部と道女子選抜チーム、13日に札幌女子選抜チームと練習試合を行った。なお最終日17日は札幌厚別公園競技場で行われる公式試合プリマハムFCくノ一（現・伊賀FCくノ一三重）戦に臨んでいる。

### 栗山サッカー協会発足
11月2日に栗山サッカー協会の設立総会を開催し、空知支庁（現空知振興局）管内の町村として第1号の協会が発足し、実行委員会は発展的に解消した。「サッカーによる町おこし」を合言葉に、サッカー競技の普及に努めることとした。合宿支援に関しては、サンフレッチェ広島だけでなく、栗山に来る他のJリーグチームや大学、高校チームなどに対しても行う。会長に就任した実行委員長の吉田は「栗山が新しい形のサッカー情報の発信基地となるようにしていきたい」と挨拶した。

## コンサドーレ札幌ユースチーム本拠地誘致（1996年～1998年）

ふじスポーツ広場横管理事務所に掲示されているコンサドーレ札幌の看板（栗山サッカー協会製作）

### コンサドーレ札幌の練習場となる
1996年（平成8年）2月22日、JFL所属の東芝札幌（北海道コンサドーレ札幌の前身、３月にコンサドーレ札幌に改称）の練習拠点として栗山に決定した。
東芝札幌の受け皿会社である北海道フットボールクラブ設立企画が、1月下旬から栗山町に打診して話を進めており、栗山町も、ふじスポーツ広場の練習場の活用にと申し入れをしていた。
コンサドーレ札幌は、5月7日に本拠地を札幌へと移し、栗山で練習を開始した。

### ユースチームの本拠地として
9月4日、コンサドーレ札幌の運営会社として4月に誕生した北海道フットボールクラブは、Jリーグ昇格に必要なユースチーム（U-18）について、本拠地を栗山町とする意向を明らかにした。
コンサドーレ札幌は栗山を本拠地にするに当たり、当面、選手全員を北海道栗山高校に通わせたい意向があった。栗山町教育委員会や栗山町青年会議所、栗山サッカー協会なども北海道教育委員会に対し、選手の入学で地元の生徒がはじき出されることのないよう、1996年度に5学級から4学級に削減された学級の復活を求めており、9月19日に発表した適正配置計画の原案には盛り込まれなかった。
1997年（平成9年）、ユースチームは栗山を本拠地と、ふじスポーツ広場が練習拠点となる。5月に監督のウーゴ・フェルナンデスが栗山に表敬訪問。練習場の提供やユースチームの誘致に対するお礼を述べた。
8月27日から30日には、全日本ユース（U-15）代表が栗山で合宿を行い、29日にコンサドーレ札幌ユースと練習試合を行った。
J1昇格後の1998年（平成10年）4月、コンサドーレ札幌は栗山にユース尞を開設。1999年（平成11年）には、選手30名のうち22名が栗山に在住し、北海道栗山高校へ通学していた。ユース選手は高校での部活動に参加できないが、1997年の北海道高校サッカー選手権では、札幌の強豪私立校を破り全道ベスト4に進出するなど「ユースとの練習効果」で話題を集めた。

## 2002 FIFAワールドカップ合宿誘致活動（1999年～2002年）

### 町民8000人の署名と立候補の表明
「小さな町の大きな挑戦」のキャッチフレーズのもと、誘致活動はじまった。1999年1月、栗山青年会議所はじめとした町内のサッカーファンが、2002 FIFAワールドカップの参加チーム合宿地の誘致に名乗りを上げ、2月に署名運動を開始。3月8日、町長の川口孝太郎は、栗山町政執行方針において、町民運動の盛り上がりを見極めながらワールドカップ合宿地誘致活動を進めることを声明。
6月13日、栗山青年会議所は創立30周年の記念事業としてシンポジウムを開催。コンサドーレ札幌監督の岡田武史と、元プロ野球選手の栗山英樹を招き「次代へのこどもたちへ」と題し、2002 FIFAワールドカップの誘致活動を紹介した。
6月15日、栗山青年会議所ほか6団体連盟は、約8,000人（人口の約半数）の署名を添えた「2002年日韓共催サッカーW杯栗山合宿誘致に関する陳情書」を栗山町議会に提出。6月18日、議会は陳情を受け、第5回栗山町議会定例会で特別委員会を設置し、6月25から9月8日まで5回にわたり開催した。
9月22日、第7回栗山町定例議会で陳情を採択。栗山町は公認合宿地に立候補することを表明し、同日、北海道サッカー協会に申込書を提出した。
10月に川口は、栗山町内7カ所での住民懇談会で「誘致運動自体がまちおこし。どういう結果になっても、栗山を愛する人を一人でもつくることが重要。サッカーは象徴にすぎない」と力説した。栗山町議会も「若者を中心としたまちおこしへの情熱を認めるべきだ」と、経済効果より、世界数10億人がテレビ観戦するという大イベントとの関わりに懸けた。

### 町民有志による合宿誘致から全国最初となる内定
2000年（平成12年）1月26日、住民有志が誘致活動を行うため準備委員会を設立。2002年FIFAワールドカップ日本組織委員会（JAWOC）の視察の準備を進め、ワールドカップ出場が有力なチェコやパラグアイなど関係者を通じて誘致を行うとした。
３月に、北海道で唯一の町民有志による「W杯サッカー栗山合宿誘致委員会」が発足し、4月には、栗山町がワールドカップ推進室を設置。栗山町誘致渉外アドバイザーとしてコンサドーレ札幌の元監督フェルナンデスを、中南米チームとの交渉役として元同通訳の石川敦也トーマスを雇用するなど、官民一体となる本格的なまちぐるみの誘致活動が展開された。
5月24日から6月6日までの2週間、フェルナンデスの助言に基づき、出場が有力であるメキシコ、パラグアイ、ウルグアイの中南米3ヵ国に誘致を積極的に働き掛けることを決め訪問。各サッカー協会会長、副会長や南米サッカー連盟会長、各国代表チームの監督のほか、ウルグアイの元大統領サンギネッチ氏の元へ訪れた。
6月28日に、栗山町内で合宿誘致委員会のメキシコ、パラグアイ、ウルグアイの訪問報告会を開催。中南米諸国に絞ることを宣言した。
8月23日、JAWOCが栗山町を訪問し、町内の施設を視察した。

8月24日から9月6日までの2週間、視察招待の親書を手渡すため、ウルグアイ、パラグアイ、メキシコの3ヵ国を再訪問した。「北海道栗山町は、皆さんをお待ちしています」とスペイン語で書いた、長さ30ｍの横断幕を作成。9月3日にウルグアイで行われた南米予選で幕をもち競技場内を一周した。

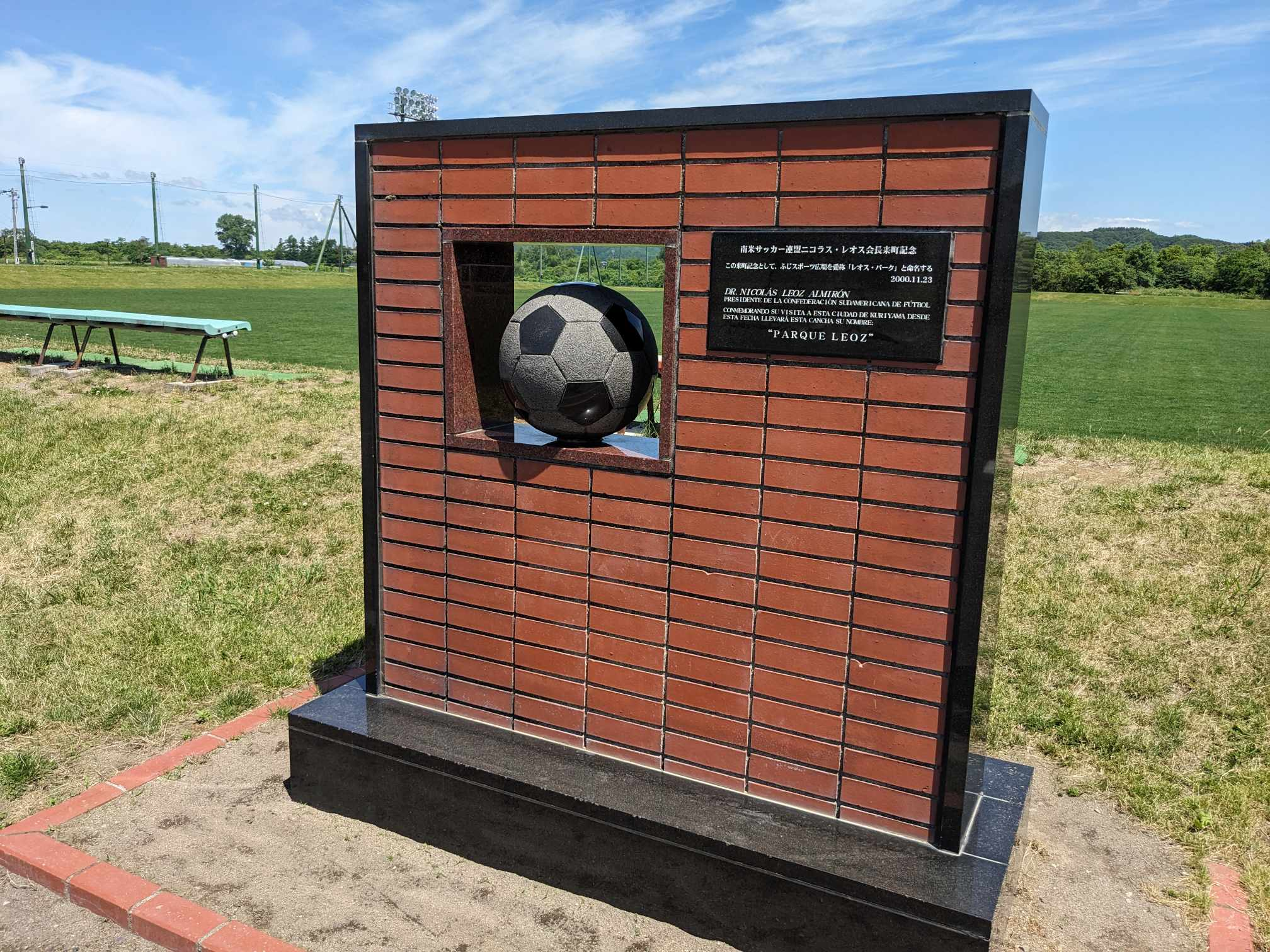
サッカーボールの形をした石をはめ込んだ高さ約1.7ｍのれんがづくりの碑

9月9日、10日、メキシコ代表の視察団が栗山を訪問。視察にはメキシコサッカー連盟のサラテ副会長夫妻と代表チームのヘッドコーチら5人が視察。
10月7日、メキシコサッカー連盟からの誘いを受け、誘致委員会の役員ら8人がメキシコへ訪問した。フェルナンデスは、「協会は愛媛県松山市と栗山町に絞り、松山市は宿泊施設が市街地で休息には不適であること、練習場が遠くにあって移動に時間がかかるとし栗山の方が有力」とした。
10月18日、合宿誘致委員会はメキシコから合宿の内定を取り付けたと発表。全国の公認合宿候補地84市町村のなかで、内定を受けたのは栗山町が初めてとなった。
11月　メキシコサッカー連盟役員が栗山に再訪した。
11月23日、南米サッカー連盟会長のニコラス・レオスほか9人を栗山に招き、ふじスポーツ広場で歓迎会を開いた。訪問を記念して愛称を「レオス・パーク」とし記念碑を除幕した。

### 官民一体での合宿準備
2001年4月、サラテが仮契約に値する親書を携えて栗山へ訪問。多くのマスコミ報道が見守る中、親書を交わす合同記者会見は、中央紙でも全国的なニュースとして報道された。
5月17日、合宿誘致委員会は、組織を「合宿推進本部」に改め、本部長を川口とし、6月に推進本部の下に合宿実行委員会を置いた。メキシコサッカー連盟役員の受け入れやメキシコへの訪問、5月30日から始まるFIFAンフェデレーションズ杯（韓国開催）に向けた調査員の派遣、国際交流などを計画した。

8月9日に「2001北海道招待国際ユース大会」に出場するメキシコU-18代表チームが来道。10日と11日の２日間、事前練習のため栗山を訪れた。監督らスタッフ7人と選手18人が参加し、地元のサッカー少年団4チームと交流・指導した。

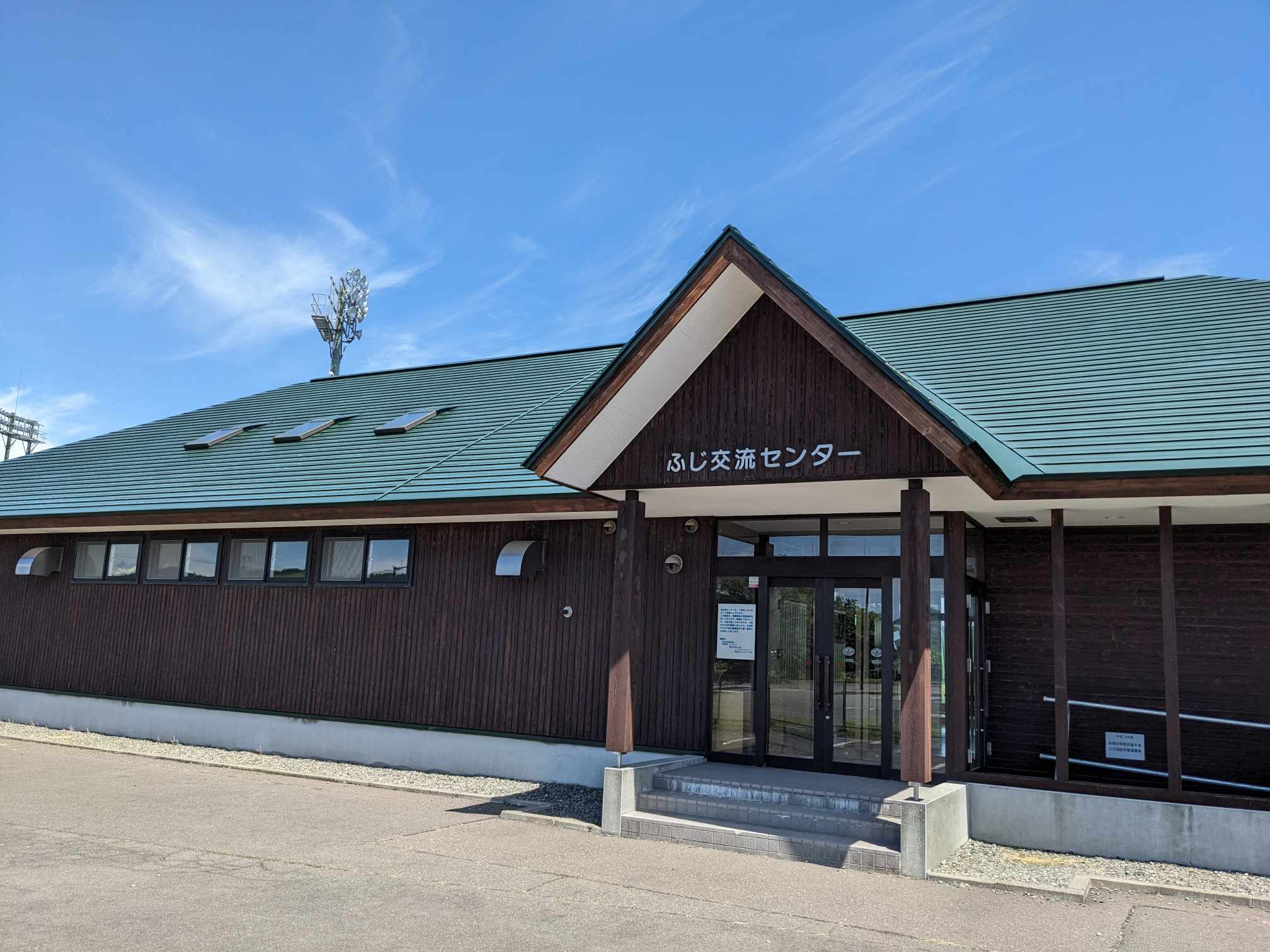
ふじスポーツ広場にあるクラブハウス「ふじ交流センター」

10月1日、ふじスポーツ広場にクラブハウス「栗山町ふじ交流センター」が完成。11日、コンサドーレ札幌の岡田らを招き、オープン式を開催した。総工費は7,629万5,000円。町負担は約700万円で残りは林野庁の補助金を活用した。
11月12日、北中米カリブ海予選最終戦でメキシコ出場が決まった。
11月29日、栗山町は、メキシコと正式契約に向けた打ち合わせため、組み合わせ抽選会が開かれる韓国釜山市へ向い、12月2日、メキシコサッカー連盟ワールドカップ推進本部長が「事前合宿も本キャンプも栗山でやる」と明言したと、明らかにした。
12月18日の定例町議会で川口は、メキシコチームとの正式契約が今月末から来年1月初旬になる見込みと述べ、「契約書の案をすでにメキシコサッカー連盟あてに発送しており、同連盟側の契約案が完成次第、細部の詰めを進めたい」と意向を示した。

### 土壇場で変更と撤退、批判
2002年（平成14年）1月19日、メキシコサッカー連盟ワールドカップ推進本部長が、メキシコテレビ局のインタビューで合宿地を福井県に変更することを明らかにした。福井県は2001年末からメキシコ側と交渉を続けていたメキシコサッカー連盟と覚書に調印。土壇場で、内定していた栗山町の合宿をキャンセルすることが確実になり、福井県三国町（現坂井市）が合宿地となった。
1月22日、栗山町は記者会見でメキシコ誘致からの撤退を表明し、テレビ局など19社が集まった。覆った背景に代理人を介して過熱した誘致合戦があったことを強調。1時間弱の会見での質問では、その真偽を巡る内容が中心となり、中には同情もあった。栗山町議会は同日、合宿地選びに関して「JAWOCの責任は大きい」とする決議文を採択した。
川口は「合宿は目的ではなく手段。住民運動としては成功」と力説し「1万5千人の町が『世界を呼ぼう』と奮闘した2年半。最後は不透明なサッカービジネスに屈した形だが、誘致運動は栗山らしさを発揮し、今後のまちづくりに確かな筋道を付けた」とした。責任問題について「誘致活動を通じて国際化を進め、町の知名度をアップさせた。青少年に夢と自信を持たせ、運動の成果はあった。特に責任はないと思っている」と述べた。
町民からは「町長らは責任を取ってもらいたい」、「経済効果もピンとこないという声もあった」、「一生懸命に取り組んだことで栗山のことがテレビ、新聞で報道され、無駄ではなかった」、「合宿事業が続くと赤字が膨らみそうだったので、中止となってほっとした」「早い話が結婚詐欺」と賛否の声が広がり、一貫して誘致活動に反対してきた町議会議員は「このような将来性のない興行的活動を行政が表立ってやるべきではなかった。町民に迷惑をかけた町長には政治的責任をとってもらわないといけない」と語った。
1月27日、栗山合宿推進本部は町民向け報告会を開き、会場には約180人が集まった。町民からは「なぜ仮契約ができなかったのか」、「メキシコを甘やかすからこんな事態を招いた」など、厳しい質問や指摘が相次いだ。川口は、わずか1ヵ月間で福井県に変更されたことについて「北海道が誘致をやっていたら、福井県は決して誘致をしなかったろう。栗山が小さい町だからなのかと思うと、強い憤りを感じる」と話した。
2月24日、メキシコは福井県、三国町と合宿契約の覚書に調印し正式契約を決めた。
3月に誘致活動に使った国旗やユニホームなど238点を三国町に寄贈した縁で、三国・芦原・金津青年会議所が、三国町内で5月に予定するメキシコ代表と東京ヴェルディの練習試合を、栗山の子どもたちに観戦してもらう計画を提案。栗山青年会議所は実現に前向きだったが、日程が折り合わずに白紙となった。

### 誘致活動の問題点と剰余金の使途

#### 加熱した誘致合戦と代理人の不在
川口は、合宿地が三国町に内定した要因について、交渉を続けてきたメキシコサッカー連盟ワールドカップ推進本部長と代表チーム監督が2001年6月に辞任したことを挙げ、「交渉相手が変わったことと、代理人を介在させない町民運動としての栗山方式だったことが大きい」とした。さらに「メキシコ側から、ある町で80万ドル（当時約1億500万円）の協力金を出す町がありますよと言われたが、不可能なことなので意思を表明しなかった」とも語り、「交渉相手が変わらなければ栗山方式を通せたと思うし、代理人がいなければキャンプをはれないというのは問題があると思う」と語気を強めた。
ただ、宿泊費や交通費の丸抱えなど、1億円を超す額が取引されていることは全国各地で指摘され、合宿誘致は日本特有の現象であることも問題視されていた。札幌大学教授の柴田勗も「JAWOCが中心になって各自治体が情報交換しながら誘致を進めれば、このような奪い合いにはならなかったのではないか。Ｗ杯は清濁併せのむような大きなイベント。プロなのだから、条件がよい方に流れるのは当然のことだ。栗山町もそのあたりを認識して、早い時点できちっと契約を交わしておくべきだったと思う。せっかく町全体が国際交流を始めようと盛り上がっていた矢先だけに、本当に気の毒だった」と話し、日本システム開発研究所も、「ワールドカップは裏表がある世界。内定段階で、国際対応のできる弁護士を雇い基本契約を結ぶべきだった」と、栗山町の甘さを指摘した。

#### 過剰接待
栗山町から合宿実行委員会に対して、誘致経費としてこれまで8,500万円を支出しており「町財政が厳しい中、もっと必要な事業に町費を使うべきではないか」という意見が多く寄せられていた。また、誘致に向けて多くの寄付金を受けており、補助金と合わせて1億円強の収入が確保されていたが、前述のメキシコサッカー連盟の役員を夫人同伴での視察は、日本滞在4日間のうち、施設などを見て回ったのは初日の数時間だけだったことが発覚。2日目以降は札幌や旭川などの観光旅行が日程の中心を占め、渡航費や観光旅費など約1,000万円を町が負担していたこともあり、町内からは「接待漬け」と批判の声があがった。

#### こども夢づくり基金の設置
合宿実行委員会は5月29日、決算報告集会を開き、約4,475万円の剰余金を報告。栗山町は剰余金は子供の文化、スポーツを支援する基金にするとの考えを示し、2002年12月に町内の小学生および中学生を対象に、子どもたちのスポーツや文化活動を支援することを目的とした「栗山町子ども夢づくり基金条例」を制定。「栗山町子ども夢づくり基金」を設置した。

## 栗山町サッカー誘致活動のその後

### コンサドーレ札幌ユースチームが札幌に移転
2001年（平成13年）には、日本クラブユースサッカー選手権（U-18）で準優勝したが、2002年（平成14年）にユースチームの拠点を札幌の東雁来へ移し、2003年3月には移転に伴いユース寮も閉鎖した。

### 地域密着チーム「サンクFCくりやま」発足
2004年（平成16年）に、北海道サッカーリーグに所属している「札幌サンクFC」が札幌から栗山に移転。栗山サッカー協会が準備し「サンクFCくりやま」として再スタートした。、サポーターズクラブも結成され、木の城たいせつなど地元企業もスポンサーになった。
元JFL選手で監督の鈴木貴浩は「町ぐるみで応援してくれることが選手にとって何よりの励みです。期待にこたえ優勝したい」と意気込み、同年に下部組織にサンクFCくりやまU-15、2007年(平成19年)にサンクFCくりやまU-18とレディースチームを結成した。
2011年（平成23年）4月に、総合型地域スポーツクラブ「サンクスポーツクラブ」となり、サンクFCくりやまU-12を結成。
2022年（令和4年）2月、トップチームを株式会社BTOPに移管すると共にBTOPサンクくりやま（現・BTOP北海道）が発足。Jリーグ加盟を目指すと発表した。

### 栗山町出身プロサッカー選手の誕生
2017年（平成29年）10月、コンサドーレ札幌ユース出身の藤村怜（現・ザスパクサツ群馬所属）が、コンサドーレ札幌のトップチームに昇格。栗山町初のプロサッカー選手となった。
2023年（令和5年）12月、サンクFCくりやまU-15出身の髙野瀬紫苑が、日本女子プロサッカーリーグ（WEリーグ）所属のAC長野パルセイロレディースに入団。栗山町として初めての女子プロサッカー誕生となった。